# Pancorius scoparius
Pancorius scoparius là một loài nhện trong họ Salticidae.
Loài này thuộc chi Pancorius. Pancorius scoparius được Eugène Simon miêu tả năm 1902.